# Monument la mormântul ostașilor căzuți în 1944 (Tănătari)
Monumentul la mormântul ostașilor căzuți în 1944 este un monument amplasat în Tănătari, raionul Căușeni, Republica Moldova. Este un monument istoric de importanță națională inclus în Registrul monumentelor Republicii Moldova ocrotite de stat cu nr. 158 (raionul Căușeni). Datează din 1970.